# Erez Biton
Erez Biton (in ebraico ארז ביטון‎?; Orano, 1942) è un poeta israeliano di origini algerine e marocchine.

## Biografia
Erez Biton è nato a Orano da famiglia ebraica. La sua famiglia abbandonò l'Algeria nel 1948 e si trasferì in 
Israele. È cresciuto a Lod. All'età di 10 anni, perse la vista e la mano sinistra a causa di una granata. Dall'anno seguente frequentò l'Istituto per i ciechi di Gerusalemme. Ha conseguito un B.A. in lavoro sociale presso l'Università Ebraica di Gerusalemme e un Master in psicologia all'Università Bar-Ilan.
Dopo gli studi, Biton ha lavorato come assistente sociale ad Ashkelon per sette anni e come psicologo in una città periferica. Ha lavorato come giornalista curando una rubrica settimanale sul quotidiano israeliano Maariv. Il suo primo libro, Mincha Marokait, pubblicato nel 1976, gli valse il riconoscimento come padre fondatore della poesia Mizrahì in Israele.
Biton è sposato con Rachel Calahorra Biton e la coppia ha due figli.